# Amastra forbesi
Amastra forbesi е изчезнал вид коремоного от семейство Amastridae.

## Разпространение
Този охлюв е бил ендемичен за Хаваите.